# Mont Dainichi
Le mont Dainichi (大日ヶ岳, Dainichi-ga-take) est une montagne située sur le territoire des villes de Gujō et Takayama dans la préfecture de Gifu au Japon. Culminant à 1 709 m d'altitude, il fait partie des monts Ryōhaku.
La pluie qui tombe sur les pentes du mont Dainichi alimente la rivière Nagara et les deux fleuves Shō et Kuzuryū.